# S.A. Andersen
 Der er flere personer med dette navn, se Svend Aage Andersen.
Svend Aage Andersen (13. maj 1901 på Nygaard i Lynge-Eskilstrup - 28. januar 1969 i Gentofte) var en dansk geolog og dr.phil.. Som kvartær- og glacialgeolog arbejdede han især med teorier om istidernes udbredelse i Danmark og var den første til at beskrive, hvordan tre gletsjere havde påvirket det danske landskab under den sidste istid.
Hans teorier stred imod datidens gængse opfattelser, og han mødte derfor særlig hård modstand fra mange af de øvrige faggeologer, men hans teorier er i dag alment accepterede. Det skyldes blandt andet, at en gruppe af yngre geologer og studerende omkring professor Asger Berthelsen i løbet af 1970'erne fremlagde afgørende vidnesbyrd til fordel for dette såkaldte polyglaciale nedisningsforløb. Med inspiration fra et ophold i USA 1930-31, hvor han stiftede bekendtskab med bl.a. Richard Foster Flints istidsteorier, understregede Andersen betydningen af dødisen for det danske landskabs dannelse, idet han beskrev dødis som udstrakte dødisbælter, hvilket var i modstrid med datidens opfattelse af dødis som klumper og udfyldninger i landskabet.

## Uddannelse og virke
Andersen dimitterede fra Sorø Akademi i 1920, blev magister i geologi i 1926 og modtog Københavns Universitets guldmedalje i 1929. I 1932 blev han dr.phil. med en afhandling om Susåens åse og terrasser. I 1933-35 havde han Carlsbergfondets Universitetslegat. I 1937 startede han det populærvidenskabelige tidskrift Naturhistorisk Tidende. Fra 1931-1939 var han ansat hos Danmarks Geologiske Undersøgelser, DGU. I 1939 var han ansat som geolog ved Danish American Prospecting Co (DAPCo), som på det tidspunkt havde eneret på efterforskning og udvinding af råolie og salt m.v. i Danmarks undergrund. På grund af Besættelsen blev deres arbejde indstillet, hvorpå Andersen d. 1. juli 1940 stiftede og ledte Geologisk Efterforsknings Selskab, hvor han havde flere geologer ansat med det formål at forsætte efterforskningen af undergrunden i amerikanernes fravær. I december 1940 stiftede han Næstved Kalkværk A/S med kalkgrav og produktionsfaciliteter i Fensmark. I 1944 startede han Populær-videnskabeligt Forlag med henblik på at fremme den populærvidenskabelige fremstilling af geologi og senere også bidrage til skolernes geologiske samlinger og undervisningsmateriale.

## S.A. Andersen og guldhornene
S.A. Andersen gjorde sig desuden bemærket i den offentlige debat om andre emner, bl.a. guldhornene og det danske alfabets tilblivelse. Han fremførte i 1944 blandt andet den opdagelse, at guldhornenes mønstre måtte have slynget sig tredimensionelt efter lurprincippet - altså været snoede som kohorn - idet den snoede facon passede bedre med både tegninger og opmålinger af de originale guldhorn.
Denne og andre iagttagelser og teorier uddybede han også i bogen Guldhornene fra Gallehus, 1945. Desuden fik han, i samarbejde med billedhuggerne Aksel Theilmann og Rolf Schütze fremstillet et sæt rekonstruktioner i guldbelagt kobber. Det oprindelige sæt rekonstruktioner er i Kongehusets eje og befinder sig på Gråsten Slot, mens et andet tilsvarende fra 1949 befinder sig på Malmøhus. S.A. Andersen fik fra 1949 desuden fremstillet adskillige sæt rekonstruktioner i gips med henblik på undervisningsbrug, og disse blev, sammen med stensamlinger og terrænmodeller m.v., solgt til mange skoler.
Rekonstruktionerne blev senere benyttet som forlæg, da direktør for Nationalmuseet P.V. Glob og kgl. hofjuveler Ove Dragsted i 1979 fik fremstillet et nyt sæt rekonstruktioner. De nye rekonstruktioner blev fremstillet i ægte guld, og var snoede efter S.A. Andersens teorier, ligesom en del andre fejl som S.A. Andersen i sin tid havde påpeget ved de 'gamle' rekonstruktioner, var blevet rettet og medtaget af Glob og Dragsted i den nye fremstilling.

## Udvalgt bibliografi
- Andersen, S.A. (1924): Iagttagelser i Egnen Syd for Sorø. Med særligt Henblik paa Storebæltsgletscheren, Meddelelser fra Dansk Geologisk Forening, Bd. 6, Nr. 22
- Andersen, S.A. (1927): Storebælt i fortid og nutid, Geologiska Föreningen, Stockholm Förhandlingar 49, 427-437.
- Andersen, S.A. (1929): Nyere Iagttagelser over Afsmeltningens Forløb paa Sjælland, Dansk Geologisk Forening, bd. 7, s. 353.
- Andersen, S.A. (1931): The Waning of the Last Continental Glacier in Denmark as Illustrated by Varved Clay and Eskers, The Journal of Geology, oktober 1931, årgang 39, nummer 7, s. 609-624
- Andersen, S.A. (1932): Om Aase og Terrasser inden for Susaa's Vandomraader, doktordisputats, tilegnet geolog Poul Harder 1879-1931, Danmarks Geologiske Undersøgelse, II. Række, Nr. 54.
- Andersen, S.A. (1933): Det danske Landskabs Historie - Danmarks geologi i almenfattelig fremstilling, Levin & Munksgaard (anmeldt af Johannes V. Jensen i kronik i Politiken d. 29. nov. 1933[8])
- Andersen, S.A. (1937): De vulkanske Askelag i Vejgennemskæringen ved Ølst og deres Udbredelse i Danmark. Danmarks Geologiske Undersøgelse II Rk 59, 52 pp.
- Andersen, S.A. (1941): Om Aarsvarvene ved Ruds Vedby og nogle Bemærkninger om Aarsvarvene i Danmark
- Andersen, S.A. (1942): Blygangen ved Spidlegaard på Bornholm og Grønsand ved Læsaa, Naturhistorisk Tidende, 6. Aarg., s. 68.
- Andersen, S.A. (1943): Strandlinieniveauer i Danmark
- Andersen, S.A. (1944): Det danske landskabs Historie, 1. Bind, Undergrunden, Populær-Videnskabeligt Forlag (revideret, delvis omarbejdet og stærkt forøget 2. oplag af bogen fra 1933)
- Andersen, S.A. (1945): Isstrømmenes Retning over Danmark i den sidste Istid, belyst ved Ledeblokundersøgelser, Meddelelser fra dansk geologisk Forening 10, s. 594-608
- Andersen, S.A. (1945): Guldhornene fra Gallehus, Populær-Videnskabeligt Forlag
- Andersen, S.A. (1949): Alfabetets Gåder, Populær-Videnskabeligt Forlag
- Andersen, S.A. (1959): Geologisk samling til undervisningsbrug: katalog med oplysende noter, Populær-Videnskabeligt Forlag (2. udg. 1963, 3. udg. 1966)
- Andersen, S.A. (1961): Geologisk fører over Vendsyssel, Særtryk af Vendsysselske Årbøger, 207 sider, udgivet af Historisk Samfund for Hjørring Amt, Populær-Videnskabeligt Forlag
- Andersen, S.A. (1963): Geologisk fører over Holmsland og dens Klit, Særtryk af Hardsyssels Aarbog, 135 sider, udgivet af Historisk Samfund for Ringkøbing Amt, Populær-Videnskabeligt Forlag.

## Radioudsendelser i Statsradiofonien/Danmarks Radio
Som en del at S.A. Andersens meget omfattende virksomhed for at popularisere geologien, holdt han også en hel del populærvidenskabelige foredrag i Statsradiofonien/Danmarks Radio, primært i 1930'erne.
1931:
- Onsdag d. 7. oktober 1931, kl. 10.15-10.45. Skoleuddannelse (For 13-15 Aars Elever): Blandt Springkilder og Bjørne i Yellowstone Park
- Onsdag d. 14. oktober 1931, kl. 10.15-10.45. Skoleuddannelse (For børn i 13-15 Aars Alderen): Indianere under moderne Livsvilkaar. Et Besøg hos Pueblo-Indianerne

1932:
- Tirsdag d. 5. april 1932, kl. 19.20-19.50. Foredrag: Fra Bibelens Skabelseshistorie til Nutidens Geologi
- Tirsdag d. 7. juni 1932, kl. 19.30- 20.00. Foredrag: Da brunkullene dannedes i Danmark og den vulkanske Aske fra Vulkaner i Skagerak eller Skaane faldt over Landet
- Lørdag d. 2. juli 1932, kl. 18.20-18.50. Foredrag: Det dansk Land i de ældre Istider og MellemIstiderne (Fra Aabenraa-Studiet)
- Tirsdag d. 19. juli 1932, kl. 19.30-20.00. Foredrag: Det dansk Landskabs Udformning i den sidste Istid (Fra Aabenraa-Studiet)
- Lørdag d. 6. august 1932, kl. 19.30-20.00. Foredrag: Hvad grusgravene og Lergravene fortæller (Fra Aabenraa-Studiet)
- Onsdag d. 7. september 1932, kl. 17.50-18.20. Foredrag: Af Tørvemosernes Saga (Fra Aabenraa-Studiet)

1933:
- Mandag d. 9. januar 1933, kl. 17.50-18.20. Foredrag: Hvorledes er Jordens Indre?
- Torsdag d. 26. januar 1933, kl. 17.50-18.20. Foredrag: Glider Amerika og Grønland mod Vest?

1935:
- Torsdag d. 23. maj 1935, kl. 17.45-18.15. Foredrag: G. Forchhammer og hans Betydning for Danmarks Geologi
- Lørdag d. 3. august 1935, kl. 19.30-20.00. Foredrag: Da der var vulkaner i Danmark
- Fredag d. 29. november 1935, kl. 17.45-18.15. Folkeuniversitetsforedrag: Geologiske Tidsmaalere og deres Vidnesbyrd om Jordens Alder

1936:
- Søndag d. 2. februar 1936, kl. 18.20-18.50. Foredrag: Et Besøg i Carlsbadhulen i Amerika
- Fredag d. 28. februar 1936, kl. 17.50-18.20. Foredrag: Ved Verdens største Flodkløft, Grand Canyon i Amerika
- Mandag d. 20. juli 1936, kl. 18.20-18.50. Foredrag: Ravminedrift i Danmark? (Fra Aarhusstudiet)

Desuden enkelte udsendelser i årene 1948-1963:
- Tirsdag d. 24 .august 1948, kl. 17.40-18.00. Foredrag: Sagnet om Atlantis
- Torsdag d. 19. maj 1955 (Kr. Himmelfartsdag), Program 1, kl. 11.15-11.35: Foredrag: Da der leverede elefanter og næsehorn i Danmark
- Tirsdag d. 10. december 1957, Program 2, kl. 19.35-20.00. Foredrag: Flyvesand og sandknog: Da der var stepper i Danmark
- Fredag d. 6. april 1962, Program 1, kl. 22.35-23.00: Foredrag: Vendsyssels top er vandkæmmet